# Strafrechtlicher Bestimmtheitsgrundsatz (Liechtenstein)
Unter dem Bestimmtheitsgrundsatz im liechtensteinischen Strafrecht wird verstanden, dass es keine Strafe ohne Gesetz (nullum crimen, nulla poena sine lege) geben darf. Die Strafbarkeit einer Tat muss klar gesetzlich bestimmt sein. Lücken dürfen nicht zum Nachteil eines Angeklagten ausgelegt werden, ansonsten liegt unter Umständen z. B. ein Verstoß nach Art 7 EMRK vor (keine Strafe ohne Gesetz). Ebenso dürfen Strafgesetze nur sehr eingeschränkt zurück wirken (Rückwirkungsverbot).
Gesetzliche Vorschriften müssen somit folgende Kriterien erfüllen:
- sie müssen erkennen lassen, welche konkreten Handlungen strafbar sind (Klarheitsgebot).[3]
- das Gesetz muss auch zugänglich sein (Zugänglichkeitsgebot, Publikationspflicht), und
- den Normunterworfenen darin eine klare Vorstellung darüber geben, welche Folgen mit einem bestimmten Tun verbunden sind (Vorhersehbarkeitsgebot).

Die Verwendung von gesetzlichen Vermutungen (siehe Unschuldsvermutung kontra Schuldvermutung) und unbestimmter Rechtsbegriffe ist nicht grundsätzlich dadurch ausgeschlossen, es muss aber eine eindeutige Zuordnung zu einer konkreten Bestimmung möglich sein.

## Bestimmtheitsgrundsatz im Verwaltungsstrafrecht
Der Bestimmtheitsgrundsatz im liechtensteinischen Verwaltungsstrafrecht richtet sich nach dem Staatsrechtlichen Bestimmtheitsgrundsatz und der im Verfassungsrang stehenden EMRK, ist somit auch auf das Verwaltungsstrafrecht uneingeschränkt anwendbar. Gemäß dem Strafrechtsanpassungsgesetz (StRAG) sind die Bestimmungen des Allgemeinen Teil des Strafgesetzbuches auch auf die Nebenstrafgesetze anzuwenden, somit auch auf das Verwaltungsstrafrecht.